# شهرستان کارماسکالینسکی
شهرستان کارماسکالینسکی (به لاتین: Karmaskalinsky District) یک شهرستان در روسیه است که در باشقیرستان واقع شده‌است.